# Barbara Gilewska
Barbara Gilewska (ur. 16 października 1911, zm. 23 września 1986 w Warszawie) – polska tancerka i aktorka filmowa.
Występowała w teatrach rewiowych Warszawy, m.in. w latach 1931-32 w Nowym Ananasie, w 1932 w Qui Pro Quo, Morskim Oku i Feminie, w 1933 w Rexie, w 1934 w Nowej Rewii. Pracowała także w teatrach objazdowych, m.in. w Kielcach, Nowym Sączu i Tarnowie. Pod koniec wojny występowała w Teatrze Dramatycznym II Armii Wojska Polskiego, m.in. w Łodzi. 
Znana jest głównie dzięki niewielkim rolom w filmach z lat. 30., w których występowała u boku takich sław jak Jadwiga Smosarska, Eugeniusz Bodo, czy Witold Conti.

## Filmografia
- 1930: Janko Muzykant – nie występuje w napisach
- 1933: Wyrok życia – koleżanka Jadzi, nie występuje w napisach
- 1933: Prokurator Alicja Horn – kobieta na sali rozpraw na procesie Jana Winklera
- 1933: Jego ekscelencja subiekt – uczestniczka balu sylwestrowego, nie występuje w napisach
- 1934: Pieśniarz Warszawy – kioskarka Zosia
- 1935: Nie miała baba kłopotu – Basia Boczkówna
- 1935: Kochaj tylko mnie – Basia, garderobiana Lidii Relskiej